# Uromyces chenopodii
Uromyces chenopodii är en svampart som först beskrevs av Duby, och fick sitt nu gällande namn av Joseph Schröter 1880. Uromyces chenopodii ingår i släktet Uromyces och familjen Pucciniaceae.   Inga underarter finns listade i Catalogue of Life.